# カトリーナ・ホッジ
カトリーナ・ホッジ（英語: Katrina Hodge、1987年3月29日 ‐ ）は、イングランドのケント州、ロイヤル・タンブリッジ出身のイギリス軍の下級伍長。ニックネームは戦うバービー人形。イラク従軍経験を持つ。

## 概要
友人がこっそり応募したのをきっかけに出場したミス・ロイヤルタンブリッジウェルズで優勝し、美人コンテストに出場した初のイギリス軍の一員として知られている。2008年7月18日に、開催されたミス・イングランドに出場しており、他の出場者の多くがモデルを目指している中で5位となった。その後2009年度のミス・イングランドに見事輝く。12月には休暇を得てヨハネスブルグで行われるミス・ワールド決勝戦に挑んだ。
プライベートでは2010年6月、同じくイギリス軍の兵士と結婚。スリランカで挙式をあげた。